# Павленко Віктор Олексійович (лікар)
Віктор Олексійович Павленко (народився 1886 в Носівці — помер 1937 в Ленінграді, нині Санкт-Петербург) — український лікар і науковець. Доктор медичних наук (з 1922), професор військово-медичної Академії у м. Петербурзі, де завідував кафедрою військово-польової хірургії.

## Життєпис

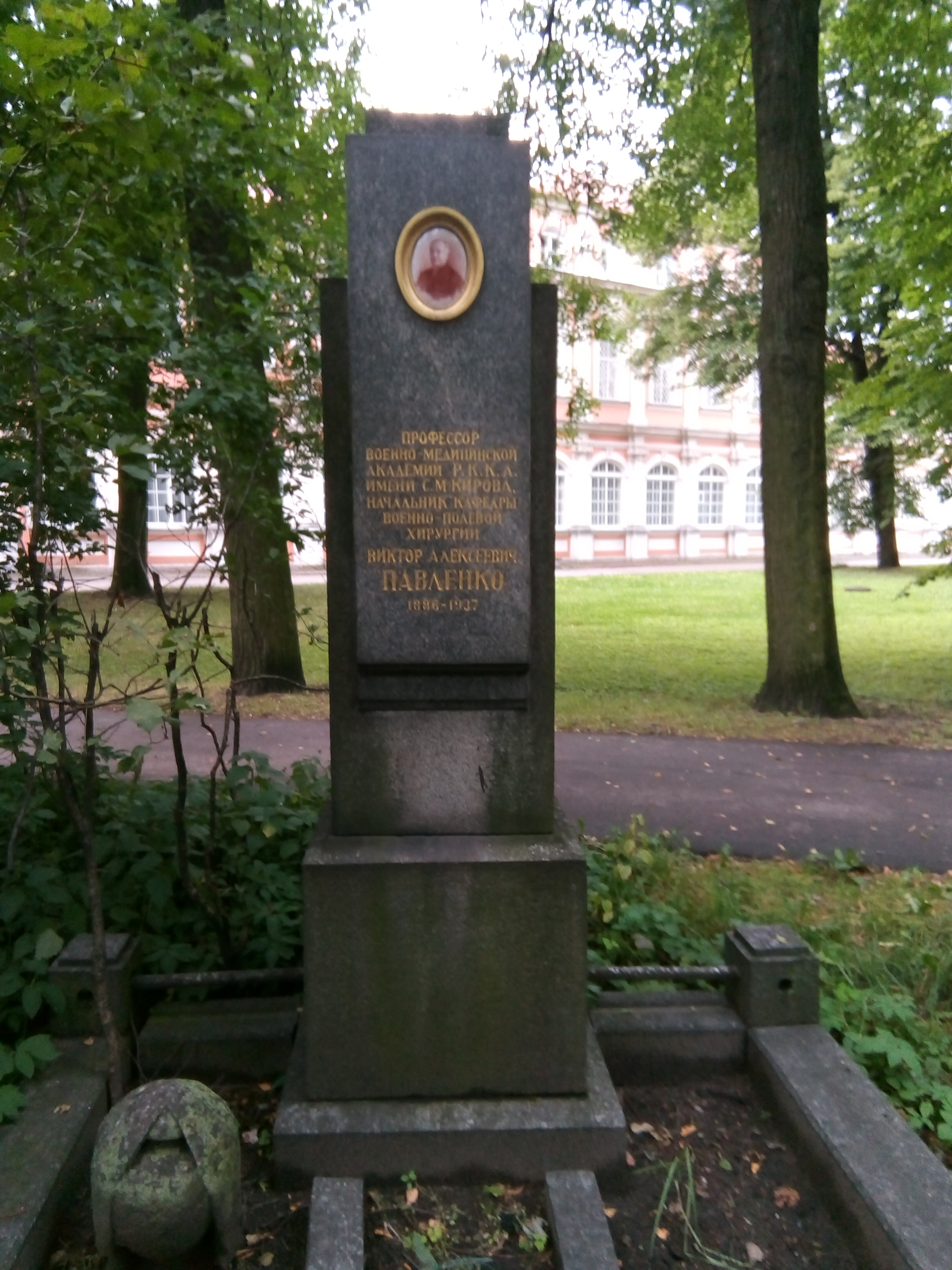
Могила Віктора Павленка

Закінчив Петербурзьку військово-фельдшерську школу, працював фельдшером у клініках військово-медичної Академії в Петербурзі.
В 1917 закінчив Юр'ївський (нині Тартуський) університет, медичний факультет.
Брав участь в організації більшовицького перевороту, допомагав пораненим.
Працював асистентом на кафедрі оперативної хірургії і топографічної анатомії (теоретична кафедра) військово-медичної Академії, якою керував професор В. Н. Шевкуненко. Одночасно займався практичною хірургією, працюючи в лікарні ім. Карла Маркса.
У 1922 захистив докторську дисертацію. Через деякий час став завідувати кафедрою воєнно-польової хірургії військово-медичної Академії.
Написав ряд праць, присвячених переважно захворюванням черевної порожнини та воєнно-польовій хірургії. Деякі наукові дослідження Віктора Олексійовича стосувалися оперативного лікування інших захворювань. Разом з професором М. М. Єланським він запропонував новий метод пересадки сечоводів.
Похований в Санкт-Петербурзі всередині каре архітектурного ансамблю Свято-Троїцької Олександро-Невської Лаври біля головного входу в Троїцький собор (на Внутрішньому кладовищі, що також має назву «комуністичної площадки». На могилі встановлено пам'ятник як професору військово-медичної Академії.